# Hilary Swank
Hilary Ann Swank, ameriška filmska in televizijska igralka ter filmska producentka, * 30. julij 1974, Lincoln, Nebraska, Združene države Amerike.
Njena filmska kariera se je pričela, ko je dobila manjšo vlogo v filmu Buffy, izganjalka vampirjev (1992), čemur pa je sledila še večja vloga v filmu Naslednji Karate Kid (1994), kjer je zaigrala Julie Pierce, prvo žensko učenko senseija g. Miyagija. Znana je postala s filmom Fantje ne jočejo (1999),  v katerem je upodobila Brandona Teeno, transeksualca, ter s filmom Punčka za milijon dolarjev (2004), v katerem je upodobila Maggie Fitzgerald, natakarico, ki namerava postati boksarica. Za oba filma je bila nagrajena z oskarjem.

## Zgodnje življenje
Hilary Ann Swank se je rodila v Bellinghamu, Washington ali po drugih podatkih v Lincolnu, Nebraska, Združene države Amerike, kot hči Judy Kay (roj. Clough), sektretarke in bivše plesalke, ter Stephena Michaela Swanka, ki je bil po poklicu oficir v zračni mednarodni straži, kasneje pa je postal potniški trgovec. Ima brata po imenu Daniel. Priimek Hilary Swank je nemškega izvora. Njena babica po mamini strani je imela španske in staroselske korenine, mnogi drugi člani družine Hilary Swank pa prihajajo iz Ringgold Countyja, Iowa. Hilary Swank prihaja iz družine, ki se je pogosto soočala s finančnimi težavami, zlasti v njenem otroštvu, ko je odraščala v prikolici blizu samishkega jezera v Bellinghamu, Washington kamor se je preselila v starosti šestih let  iz Spokanea, Washington. Hilary Swank je samo sebe v mlajših letih opisala kot »outsiderko«, ki je menila, da nekam spada samo, ko je »[brala] kakšno knjigo ali [gledala] kakšen film, kjer sem se lahko poistosvetila s kakšnim likom,« kar naj bi vplivalo na to, da je postala igralka.
Ko je imela Hilary Swank devet let, je zaigrala v gledališki igri Knjiga o džungli. Začela je sodelovati v šolskih igrah in igrah, ki so jih prirejali v mestnih gledališčih, kot sta gledališče Bellingham Theatre Guild in gledališče The Seattle Children's Theater. Do šestnajstega leta se je šolala na srednji šoli Sehome High School v Bellinghamu. Hilary Swank je med drugim tudi tekmovala na tekmovanju otroških olimpijskih iger v Washingtonu iz plavanja; pristala je na petem mestu. Starši Hilary Swank so se ločili, ko je imela ona trinajst let in njena mama, ki je podpirala hčerino željo po igranju, se je preselila v Los Angeles, kjer sta živeli kar v avtu, dokler ni njena mama zaslužila dovolj denarja, da je lahko najela stanovanje. Hilary Swank je opisala svojo mamo kot inspiracijo za njeno igralsko kariero in njeno življenje. V Kaliforniji se je Hilary Swank šolala na šoli South Pasadena High School (čeprav je kasneje opustila šolanje) ter se z igranjem začela ukvarjati tudi poklicno. Mami je pomagala plačevati najemnino z denarjem, ki ga je prislužila z igranjem v televizijskih serijah, kot sta Evening Shade in Growing Pains.

## Kariera

### Zgodnje delo (1991–1994)
Hilary Swank se je z igranjem pričela poklicno ukvarjati, ko je od leta 1991 do leta 1992 igrala v televizijskih serijah Evening Shade in Growing Pains. V letu 1992 je imela stransko vlogo Kimberly Hannah v filmu Buffy ubijalka vampirjev (en: Buffy the Vampire Slayer Frana Rubela Kuzuija poleg Kristy Swanson, Donalda Sutherlanda, Paula Reubensa, Rutgerja Hauerja in Lukea Perryja. To je bila prva filmska vloga Hilary Swank in film je izšel 31. julija 1992, dan po njenem osemnajstem rojstnem dnevu.

### Preboj (1994–2003)
Leta 1994 je Hilary Swank prvič zaigrala v pomembnejši vlogi, in sicer je zaigrala v filmu Naslednji Karate Kid, kjer je razkrila svoje gimnastične veščine. V filmu je poleg nje zaigral tudi Pat Morita. To je bil četrti film iz serije filmov Karate Kid. Septembra 1997 so Hilary Swank izbrali za vlogo matere samohranilke Carly Reynolds v televizijski seriji Beverly Hills, 90210. Obljubili so ji, da bo v vlogi igrala najmanj dve leti, vendar se lik v seriji po šestnajstih epizodah januarja 1998 ni več pojavil. Hilary Swank je kasneje dejala, da je bila zelo potrta, ker so jo odpustili iz serije, ter si mislila: »Če nisem dovolj dobra za 90210, nisem dobolj dobra za nič.«
Kasneje je odšla na avdicijo za vlogo Brandona Teene v filmu Fantje ne jočejo. V pripravah za vlogo je Hilary Swank zmanjšala delež maščobe na sedem odstotkov telesne mase. Mnogo filmskih kritikov je njen nastop v filmu označilo za najboljši nastop leta 1999 in Hilary Swank si je kasneje priborila zlati globus in oskarja za svojo vlogo v kategoriji za »najboljšo igralko« za svoj nastop v tem filmu. Ko je Hilary Swank prejela oskarja za »najboljšo igralko« za svojo vlogo v filmu Fantje ne jočejo, je s petindvajsetimi leti postala tretja najmlajša ženska, ki je prejela oskarja v tej kategoriji. Hilary Swank so za njeno delo v filmu Fantje ne jočejo plačali samo 75 $, nazadnje pa je od vsega filma skupaj imela samo 3.000 $ dobička. Njen zaslužek je bil tako nizek, da si ni mogla privoščiti niti kakovostnega zdravstvenega zavarovanja.
Kasneje je Hilary Swank zaigrala še v filmih, kot so The Audition (2000), The Gift (2000), Izgubljena moč (2001), Insomnia (2002) in Jedro.

### Kritični uspeh (2004 - danes)
Hilary Swank je kasneje ponovno dobila zlati globus in oskarja v kategoriji za »najboljšo igralko,« in sicer, ko je leta 2004 zaigrala bokserko v filmu Clinta Eastwooda z naslovom Punčka za milijon dolarjev. Za vlogo je trenirala boks in pridobila za skoraj devet kilogramov mišic. Zaradi svojega velikega uspeha se je Hilary Swank pridružila igralkam Vivien Leigh, Helen Hayes, Sally Field in Luise Rainer, edinim igralkam, ki so prejele dve nominaciji za oskarja v kategoriji za »najboljšo igralko« in obakrat oskarja tudi osvojile. Po tem, ko je prejela drugega oskarja, je Hilary Swank dejala: »Ne vem, kaj sem naredila v svojem življenju, da si to zaslužim. Sem samo dekle iz prikolice v parku, ki je imelo svoje sanje.«
Zgodaj leta 2006 je Hilary Swank podpisala triletno pogodbo kot govornica za Guerlain (ženska dišava). 8. januarja leta 2007 je prejla svojo zvezdo na Hollywood Walk of Fame. Njena zvezda je bila 2.325. predstavljena zvezda. Tistega leta je tudi zaigrala eno izmed glavnih vlog v filmu Črna dalija.
Leta 2007 je Hilary Swank producirala in igrala v filmu Besede svobode, drami o resnični učiteljici, Erin Gruwell, ki je navdihnila kalifornijsko srednjo šolo. Večina filmskih kritikov je njen nastop sprejela pozitivno, eden izmed kritikov pa je celo napisal, da liku »pridihne svodbodo pisanja,« nek drugi kritik pa je napisal, da njen nastop dosega »edino pomanjkljivo točko v umetnosti, ona sama pa odide nazaj h golim dejstvom«. Hilary Swank je kasneje zaigrala v grozljivem filmu Grozljiva žetev, ki je izšel 5. aprila 2007. V filmu ima Hilary Swank vlogo nekdanje misijonarke. Hilary Swank je prepričala producente, da so snemanje prestavili iz Nove Anglije v Deep South in film so nazadnje snemali v Baton Rougeu, Louisiana, kjer je pustošil orkan Katrina. V istem letu se je pojavila tudi v romantični komediji P.S. Ljubim te poleg Gerard Butler.
Leta 2008 je zaigrala v dramediji Craiga Lucasa, Birds of America, v kateri so poleg nje zaigrali tudi Matthew Perry, Ben Foster, Ginnifer Goodwin in Lauren Graham. Film so primarno snemali v Darienu, Connecticut, premierno pa se je predvajal na filmskem festivalu Sundance Film Festival leta 2008. V filmu je imela le manjšo vlogo, vlogo žene lika Garyja Wilmesa. Hilary Swank je upodobila Amelio Earhart v biografskem filmu Amelia (2009), ki ga je hkrati tudi producirala. Snemanje filma se je pričelo poleti leta 2008 na mnogih mednarodnih lokacijah.
Hilary Swank bo zaigrala tudi v Hollywoodski različici francoskega filma Intimate Strangers. Poročali so tudi, da bo producirala in igrala glavno vlogo v filmski upodobitvi romana Johna Marksa, Fangland. Kakorkoli že, Hilary Swank je te govorice zanikala 18. oktobra 2010, ko je povedala, da »nimam nič opraviti s kakršnim koli projektom Fangland«.

## Zasebno življenje
Hilary Swank je dejala, da je »igralka in ne slavna osebnost,« opisala se je kot »zapečkarico«. Sebe obravnava kot zelo duhovno osebo, čeprav ni članica nobene organizirane verske organizacije. Povedala je, da je »nagnjena k atletiki« in »obožuje šport«.
Hilary Swank ima številne zdravstvene težave, vključno z zvišano vsebnostjo živega srebra v telesu. To naj bi bila posledica priprav za nekatere vloge, za katere je morala občutno spremeniti svojo težo, kot na primer Fantje ne jočejo, Punčka za milijon dolarjev in Črna dalija. Povedala je, da bo vedno storila vse, da »bo moj lik izgledal verjeten, ker bom lahko samo tako dobro opravila svoje delo« in da je njena »bitka z brazgotinami opomnik na leta, ko sem resnično morala delovati sama in sem velikokrat ugibala, kdo sem in kaj zares želim početi v svojem življenju«.
Hilary Swank se je 28. septembra 1997 poročila z igralcem Chadom Loweom. Par se je spoznal leta 1992 na snemanju televizijskega filma Quiet Days in Hollywood. Hilary se je leta 2000, ko je prejela svojega prvega oskarja, pozabila zahvaliti svojemu možu in je kasneje skoraj vsak dogodek v javnosti skušala izrabiti, da bi to nadoknadila. Ko je leta 2005 prejela svojega drugega oskarja, se je najprej zahvalila soprogu. Upala je, da ju bo to ponovno povezalo, vendar sta maja leta 2006 oznanila razhod in povedala, da se ločujeta. V decembru leta 2006 je Hilary Swank potrdila, da hodi s svojim agentom, Johnom Campisijem.

## Filmografija
| Leto | Naslov                                 | Vloga                        | Opombe |
| ---- | -------------------------------------- | ---------------------------- | --- |
| 1991 | Evening Shade                          | Aimee #1 (1991–1992)         | TV serija |
| 1991 | Harry and the Hendersons               | Gostovalni pojav             | TV serija |
| 1991 | Growing Pains                          | Sasha Serotsky (1991–1992)   | TV serija |
| 1992 | Camp Wilder                            | Danielle                     | TV serija |
| 1992 | Buffy, izganjalka vampirjev            | Kimberly Hannah              | |
| 1994 | Naslednji Karate Kid                   | Julie Pierce                 | |
| 1994 | Cries Unheard: The Donna Yaklich Story | Patty                        | Televizijski film |
| 1996 | Sometimes They Come Back... Again      | Michelle Porter              | |
| 1996 | Terror in the Family                   | Deena Martin                 | Televizijski film |
| 1996 | Kounterfeit                            | Colleen                      | |
| 1997 | Quiet Days in Hollywood                | Lolita                       | |
| 1997 | The Sleepwalker Killing                | Lauren Schall                | Lifetimeov televizijski film |
| 1997 | Leaving L.A.                           | Tiffany Roebuck              | TV serija |
| 1997 | Dying to Belong                        | Lisa Connors                 | TV movie |
| 1997 | Beverly Hills, 90210                   | Carly Reynolds (1997–1998)   | TV serija |
| 1998 | Heartwood                              | Sylvia Orsini                | |
| 1999 | Fantje ne jočejo                       | Brandon Teena                | Academy Award za najboljšo igralko Boston Society of Film Critics Award za najboljšo igralko Central Ohio Film Critics Association Award za najboljšo igralko Chicago Film Critics Association Award za najboljšo igralko Chicago International Film Festival, Silver Hugo Award za najboljšo igralko Chlotrudis Award za najboljšo igralko Dallas-Fort Worth Film Critics Association Award za najboljšo igralko Florida Film Critics Circle Award za najboljšo igralko Gijón International Film Festival Award za najboljšo igralko Zlati globus za najboljšo igralko - Filmska drama Independent Spirit Award za najboljšo glavno žensko vlogo Las Vegas Film Critics Society Award za najboljšo igralko Los Angeles Film Critics Association Award za najboljšo igralko National Board of Review Award za prebojni nastop New York Film Critics Circle Award za najboljšo igralko Santa Fe Film Critics Circle Award za najboljšo igralko Satellite Award za najboljšega igralca - Filmska drama Southeastern Film Critics Association Award za najboljšo igralko Toronto Film Critics Association Award za najboljšo igralko Nominirana — BAFTA Award za najboljšo igralko v glavni vlog Nominirana — Empire Award za najboljšo igralko Nominirana — MTV Movie Award za najboljši poljub Nominirana — MTV Movie Award za najboljši ženski nastop Nominirana — Online Film Critics Society Award za najboljšo igralko Nominirana — Screen Actors Guild Award za izstopajoči nastop ženske igralke v glavni vlogi |
| 2000 | The Gift                               | Valerie Barksdale            | Nominirana — Saturn Award za najboljšo stransko igralko |
| 2000 | Scary Movie - film, da te kap          | Dekle v avtu                 | |
| 2000 | The Audition                           |                              | Kratki film |
| 2001 | Izgubljena moč                         | Jeanne St. Rémy de Valois    | |
| 2002 | The Space Between                      |                              | Kratki film |
| 2002 | Insomnia                               | Detektivka Ellie Burr        | Nominirana — Empire Award za najboljšo igralko |
| 2003 | 11:14                                  | Buzzy                        | Tudi producentka |
| 2003 | Jedro                                  | Majorka Rebecca Childs       | |
| 2004 | Punčka za milijon dolarjev             | Maggie Fitzgerald            | Academy Award za najboljšo igralko Boston Society of Film Critics Award za najboljšo igralko Central Ohio Film Critics Association za najboljšo igralko Dallas-Fort Worth Film Critics Association Award za najboljšo igralko Florida Film Critics Circle Award za najboljšo igralko Zlati globus za najboljšo igralko - Dramski film Kansas City Film Critics Circle Award za najboljšo igralko National Society of Film Critics Award za najboljšo igralko Phoenix Film Critics Society Award za najboljšo igralko Satellite Award za najboljšega igralca - Dramski film Sant Jordi Awards za najboljšo igralko Screen Actors Guild Award za izstopajoči nastop ženske igralke v glavni vlogi Nominirana — Empire Award za najboljšo igralko Nominirana — MTV Movie Award for Best Female Performance Nominirana — Online Film Critics Society Award za najboljšo igralko Nominirana — Screen Actors Guild Award for Outstanding Performance by a Cast in a Motion Picture |
| 2004 | Red Dust                               | Sarah Barcant                | |
| 2004 | Iron Jawed Angels                      | Alice Paul                   | Televizijski film Nominirana — Zlati globus za najboljšo igralko - Miniserija ali televizijski film Nominirana — Screen Actors Guild Award za izstopajoči nastop ženske igralke v miniseriji ali televizijskem filmu |
| 2006 | Črna dalija                            | Madeleine Linscott           | |
| 2007 | Besede svobode                         | Erin Gruwell                 | Tudi producentka |
| 2007 | Grozljiva žetev                        | Profesorica Katherine Winter | |
| 2007 | P. S. Ljubim te                        | Holly Kennedy                | Irish Film & Television Audience Award za najboljšo mednarodno igralko |
| 2008 | Birds of America                       | Laura                        | |
| 2009 | Amelia                                 | Amelia Earhart               | Hollywood Film Festival Award za najboljšo igralko |
| 2010 | The Resident                           | Dr. Juliet Dermer            | V post-produkciji |
| 2010 | Conviction                             | Betty Anne Waters            | Tudi producentka |
| 2011 | Falling Out of Fashion                 |                              | V proizvodnji |
| 2011 | Fangland                               | Evangeline Harker            | V proizvodnji |